# Jean-Paul Mingels
Pour les articles homonymes, voir Mingels.
Pas d'image ? Cliquez ici
Jean-Paul Mingels, né le 24 août 1953, est un pilote professionnel belge de moto-cross, champion d'Europe et vainqueur de l'enduro du Touquet-Paris-Plage.

## Biographie

### Enfance
Jean-Paul Mingels est né le 24 août 1953 en Belgique, il est le fils d'Auguste Mingels ancien champion d'Europe de Moto-cross.

### Parcours professionnel

#### Carrière de pilote de moto-cross
Il commence sa carrière en 1970 et en 1971, il remporte le Championnat d'Europe de moto-cross sur Bultaco en catégorie 125 cm3.
Il participe à 8 courses du grand prix de France, successivement sur Bultaco, Montesa et Yamaha et remporte deux victoires.
Il devient champion de France de motocross en 1984 en catégorie 500 cm3 sur une Yamaha.

#### Carrière de pilote d'enduro et de rallye-raid
Il est vainqueur, en 1981, de l'enduro du Touquet-Paris-Plage sur Yamaha.
Il participe au rallye-raid Paris-Dakar de 1982 sur Yamaha XT 550, il doit abandonner, sur une grave chute, à 3 jours et à 800 km de Dakar alors qu'il est premier au classement avec 1 h 30 d'avance sur le second.
Il met fin à sa carrière en 1985.